# Alice Marchessault
Alice Marchessault (30 gennaio 2002) è un'ex sciatrice alpina canadese.

## Biografia
Sciatrice polivalente attiva dal novembre del 2018, in Nor-Am Cup Alice Marchessault ha esordito il 2 gennaio 2019 a Georgian Peaks in slalom gigante (18ª), ha conquistato il miglior risultato il 14 febbraio 2020 a Park City in parallelo (4ª) e ha preso per l'ultima volta il via il 28 marzo 2023 a Whistler in slalom speciale (10ª); si è ritirata al termine di quella stessa stagione 2022-2023 e la sua ultima gara è stata uno slalom speciale FIS disputato il 4 aprile a Le Relais. Non ha debuttato in Coppa del Mondo e non ha preso parte a rassegne olimpiche o iridate.

## Palmarès

### Nor-Am Cup
- Miglior piazzamento in classifica generale: 26ª nel 2023

### Campionati canadesi
- 2 medaglie:
  - 1 argento (discesa libera nel 2020)
  - 1 bronzo (slalom speciale nel 2023)